# Людина, яка врятувала світ
«Людина, яка врятувала світ» (англ. The Man Who Saved the World) — художньо-документальний фільм данського виробництва, що розповідає про реальні події 26 вересня 1983 року, коли радянський підполковник Станіслав Петров врятував світ від можливої ядерної війни.
Прем'єра фільму відбулася в жовтні 2014 року на кінофестивалі в Вудстоку, штат Нью-Йорк, де фільм отримав дві заохочувальні премії: Audience Award Winner for Best Narrative Feature і James Lyons Award for Best Editing of a Narrative Feature.
Реконструкція колишніх подій переплітається з сучасними документальними кадрами; цим фільм схожий на художній, а не на традиційний документальний.